# Weingut Riffel

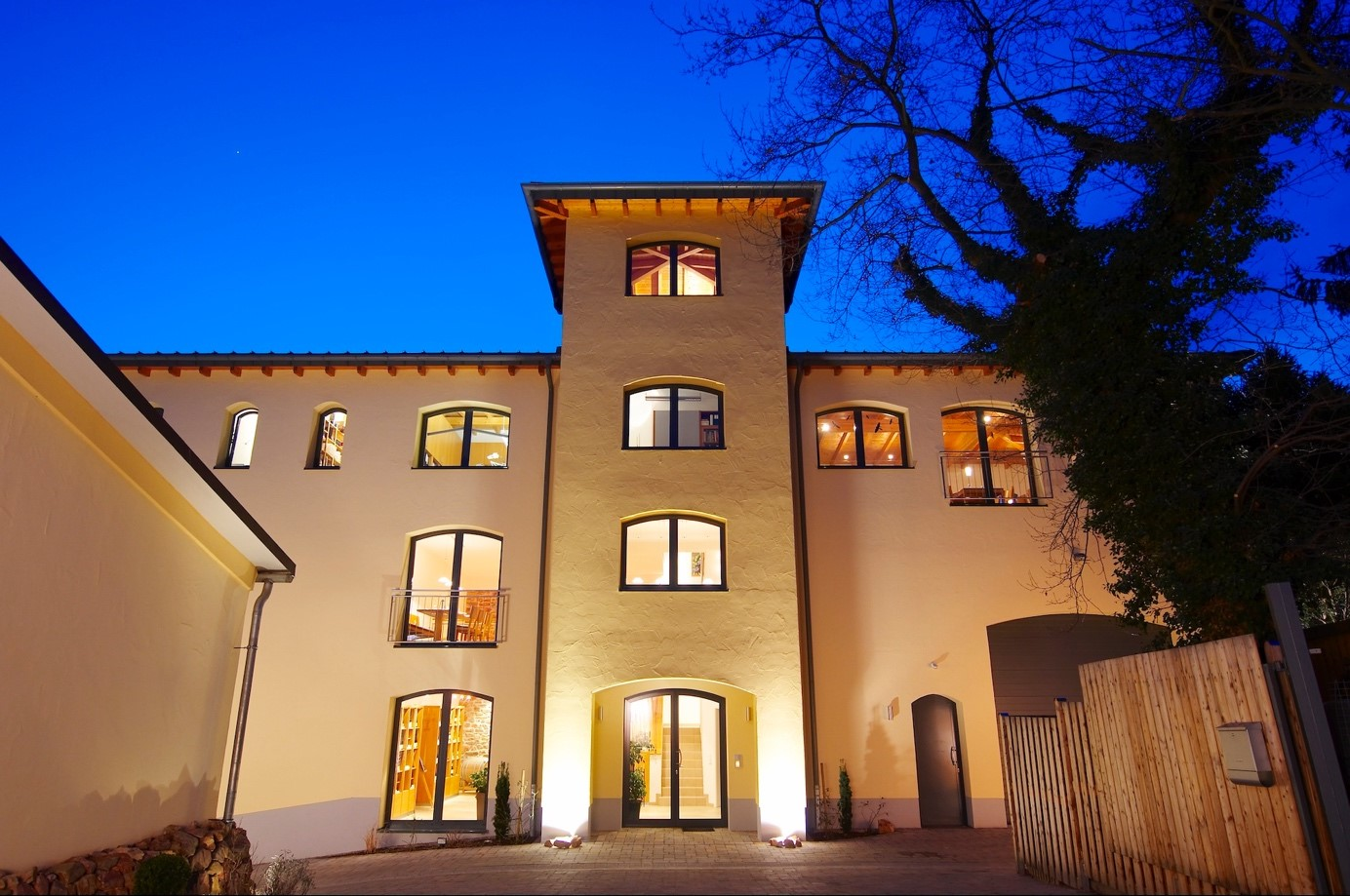
Weingut Riffel mit prägnantem Turm in Bingen-Büdesheim

Das Weingut Riffel in Bingen-Büdesheim ist ein Weinbaubetrieb im deutschen Weinbaugebiet Rheinhessen am Fuße des Rochusbergs in Bingen am Rhein, wo die Nahe in den Rhein mündet.

## Geschichte
In vierter Generation werden mittlerweile 18 Hektar Rebfläche bewirtschaftet. Erik Riffel übernahm 1991 die Verantwortung für den Keller. Die bereits von den Urgroßeltern bewirtschafteten Weinberge bearbeiten er und seine Frau Carolin, die 2003 ins Weingut eintrat, seit 2009 ökologisch. Seit 2012 ist das Weingut durch Ecovin zertifiziert für die ökologische Bewirtschaftung. Im selben Jahr wurde auf biodynamische Bewirtschaftung umgestellt.
Das Weingut ist Gründungsmitglied der Maxime Herkunft Rheinhessen, die sich 2017 gebildet hat, um das dreistufige Klassifikationsmodell von Guts-, Orts- und Lagenweinen als anerkannte, wertige und greifbare Einteilung der Weinqualität zur Schärfung des rheinhessischen Profils zu stärken. Seit 2017 sind alle Weine mit dem V-Label zertifiziert. Das Weingut ist außerdem Mitglied im Binger Weinsenat.

## Rebsortenspiegel
Auf den 18 Hektar Rebfläche werden überwiegend weiße Rebsorten angebaut. Riesling ist dabei die dominante Rebsorte, daneben wird noch Silvaner, Weißburgunder und Grauburgunder angebaut. Bei den roten Rebsorten werden Spätburgunder und Merlot bewirtschaftet. Andere Rebsorten sind Scheurebe, Chardonnay, Gewürztraminer und Sauvignon Blanc. Der große Rebsortenspiegel ist typisch für einen rheinhessischen Betrieb. Jährlich werden ca. 100.000 Flaschen erzeugt.
Aus den Rebsorten Weißburgunder und Scheurebe stellt das Weingut einen pét-nat, einen Pétillant Naturel, her. Aus den Rebsorten Silvaner und Gewürztraminer erzeugt das Weingut einen maischevergorenen Weißwein →Orangewein. Aus Riesling wird auch ein alkoholfreier Wein produziert.

## Lagen
Es werden ausschließlich Lagen am Binger Rochusberg bewirtschaftet. Die Spitzenlagen sind die Einzellage Scharlachberg, die renommierteste Lage von Bingen-Büdesheim, und die Lage Kirchberg, beide sind vom VDP als Große Lage klassifiziert. Daneben werden Rebflächen in den Lagen Osterberg, Rosengarten und Binger Bubenstück bewirtschaftet. Das besondere an der Toplage Scharlachberg ist der hohe Quarzitanteil, dessen rötlich schimmernden Eisenoxidpigmente dem Scharlachberg seinen Namen gab. Der Scharlachberg auf dem Rochusberg gehört zu einem großen Quarzitriegel, einem Ausläufer des Rheinischen Schiefergebirges, der sich von Frankfurt über den Rheingau und Taunus bis in den Hunsrück erstreckt.
Speziell bei Riesling ist es möglich, die Einmaligkeit des Bodens in Charakter, Aromatik und Stilistik des Weins zum Ausdruck zu bringen. So macht die Mineralik die Weine aus dem Scharlachberg besonders ausdrucksstark.
Die Lage Scharlachberg wird erstmals 1248 urkundlich erwähnt, als das Kloster Eberbach die Lage „Scarlachen“ erwirbt. Das Zisterzienserkloster verpachtet einzelne Stücke der Lage, um mehr Einnahmen zu erwirtschaften. Der Katharinenzins, das Herzstück der Lage, erhält so seinen Namen: Am Katharinentag, dem 25. November, war die Pachtzahlung fällig.

## Auszeichnungen
Das Weingut erhielt in den letzten Jahren folgende Ehrungen und Auszeichnungen (kein Anspruch auf Vollständigkeit):
- Der Vinum Weinguide 2021 prämiert das Weingut mit 3,5 Sternen und zum „Aufsteiger des Jahres in Rheinhessen“. Auch die Zeitschrift Der Feinschmecker betitelt das Weingut innerhalb der „500 besten Winzer und Weine 2021“ als „Aufsteiger“ mit 3,5 F. Der Weinführer Eichelmann vergibt 3,5 Sterne an das Gut. Im Weinführer Gault & Millau 2020 erreicht das Weingut 3 rote Trauben.
- Auch die internationale Fachpresse wie Jancis Robinson bewertet die Weine mit bis zu 18++ sowie James Suckling (Verkoster Stuart Pigott) mit bis zu 98 Punkten und damit auch zu den besten Top 100 deutschen Weinen aus 2019.
- Das Weingut gewann den Deutschen Weingutspreis 2018, der von der Hochschule Geisenheim verliehen wird[1].
- Vier Sterne Prämierung im Falstaff Weinguide Deutschland 2024.[2]
- Auf der Fachmesse Vinexpo Paris 2022 präsentierte Riffel gemeinsam mit drei weiteren deutschen Weinproduzenten und Sina Erdrich seine Produkte am DWI-Gemeinschaftsstand.[3]